# Yves Badyh
Pour les articles homonymes, voir Bady.
 (janvier 2014).
 (janvier 2014).
Si vous disposez d'ouvrages ou d'articles de référence ou si vous connaissez des sites web de qualité traitant du thème abordé ici, merci de compléter l'article en donnant les références utiles à sa vérifiabilité et en les liant à la section « Notes et références ».
Yves Badyh, né Yves Badyh al-Dahdah (parfois écrit Bady-Dahdah ou Badyh-Dahdah), est un peintre, photographe et écrivain français d'origine libanaise, né le 3 février 1942 à Pointe-à-Pitre en Guadeloupe.

## Biographie
Yves Badyh al-Dahdah est scolarisé en métropole au collège de Juilly et au collège Sainte Barbe. Lors de ses retours à Pointe-à-Pitre, il peint et décore les vitrines des commerçants de la rue Frébault. 
Charles Aznavour, de passage en Guadeloupe au printemps 1964 pour une série de quatre concerts, lui achète une toile et lui conseille de venir tenter sa chance à Paris. Yves Badyh al-Dahdah se passionne également pour la photographie et pour l’écriture. 
À l’automne 1964, dégagé de ses obligations militaires, Yves Badyh al-Dahdah embarque sur un bananier pour rejoindre Le Havre, puis Paris. Le jeune peintre surréaliste cumule différents emplois et suit l’enseignement de Edouard Mac-Avoy à l'Académie Julian. Il est ensuite présenté à Salvador Dalí  chez qui il séjourne à Cadaqués, pendant quelques semaines. 
En juillet 1968, il devient diplômé de l’Institut Français de Photographie. En photographie, il travaille dans le domaine de la mode et de la publicité jusqu’au début des années 80. 
On peut distinguer trois périodes majeures dans son travail en peinture :  
- la période surréaliste ;
- la période définie par l'artiste de « figuration linéaire » ;
- la période abstraite.

Il reprend ses pinceaux  à partir de 2008 pour réaliser une série de 100 portraits de personnalités françaises, ainsi qu'une série de « perceptions oniriques ». Il élabore une façon nouvelle de restituer sur papier argentique sa vision hapaxique des grandes métropoles mondiales. Ses photos sont régulièrement achetées à Drouot. 
Du 25 juin au 18 septembre 2016, la ville de Compiègne (Oise) présente une rétrospective de ses œuvres : « Yves Badyh : 50 ans d'avant-garde ».

## Distinctions
- Diplôme avec mention de l'Institut français de photographie - Paris, 1968
- Diplôme International des Arts - Prix Pierre Lyautey - Paris, 1984
- Invité d'honneur à l'inauguration du Musée Kaori No Yakata, Ichinomiya - Japon, 1993
- Membre de la Société des Gens de Lettres[7]
- Répertorié dans le Meyer, l’Officiel des Arts, l’Akoun, le Gérald Schurr, le Werner, le Bordas

## Expositions

### Peinture
- 1969, l'Atelier Théâtre - Berne (Suisse)
- 1978, galerie Chantepierre - Aubonne (Suisse)
- 1979, galerie Chantepierre - Aubonne (Suisse)
- 1980, galerie Max Mäder - Gümlingen Bern (Suisse)
- 1981, Art Expo - New York (USA)
- 1981, galerie Max Mäder - Gümlingen Bern (Suisse) -  Exposition de tableaux et présentation du livre d'art Les contes de Perrault illustrés par Yves Bady
- 1982, Les signes du zodiaque, château de Boussens (Suisse)
- 1982, Musée Athénée - Genève (Suisse)
- 1983, Negresco - Nice (France)
- 1983, Center Art Galeries, Honolulu (Hawaï) - Exposition permanente
- 1984, galerie du Musée (Rodin) - Paris (France) - Exposition et remise du Diplôme International des Arts, Prix Pierre Lyautey
- 1984, galerie Française, Gérard Schneider - Munich (Allemagne)
- 1986, Music Academy of the West, Santa Barbara, Californie (États-Unis)
- 1986, Michele Elyzabeth Enterprises, Los Angeles (États-Unis)
- 1987, galerie Sandra Heller -Beverly Hills, Californie (États-Unis)
- 1990, galerie Monalisa – Monaco
- 1991, galerie Archibuild et Bostyl, Cagnes-sur-Mer (France)
- 1991, Palace Hôtel Bel Air – Saint-Jean-cap-Ferrat (France)
- 1992, Château des arômes, Vence (France)
- 1992, Hôtel Martinez, Cannes (France)
- 1992, Sukiya Gallery, Tokyo (Japon)
- 1992, Hyogo Art Gallery, Kobé (Japon)
- 1993, Matignon Fine Art - Paris (France)
- 1993, Musée Kaori No Yakata, Ichinomiya (Japon)
- 1993, Old Town Gallery, Los Gatos, Californie (États-Unis)
- 1994, galerie 23, Dachau (Allemagne)
- 1994, galerie Vigny, Münich (Allemagne)
- 1994, galerie Olympic Tower, Münich (Allemagne)
- 2004, galerie Artitude - Paris (France)
- 2005, galerie Artémisia - Monaco Variations sur la matière
- 2005, galerie Imagi spazio Arte - Cremone (Italie)
- 2006, galerie Guillet Arcane 17 - Paris (France)
- 2006, galerie Art 208, Paris (France) Le swing dans tous ses états
- 2006, galerie de Médicis - Paris (France)
- 2007, Musée d'art contemporain - Dinard (France)
- 2007, Dewart Gallery - Bruxelles (Belgique) - Du rythme à la gestuelle

### Photographie
- 2008, galerie Etienne de Causans - Paris (France) - Paris une vision différente
- 2011, Fouquet's Paris (France) - 100 Portraits de la France
- 2013, agence Barclays Premier - Paris (France) - Perceptions Oniriques

## Publications

### Éditions illustrées
- Les contes de Perrault -  Éditions Edita, Lausanne, Suisse, 1981
- La Voie du Soleil - Éditions Robert Laffont, Paris, France, 1984

### Éditions lithographiques
- La création d’Adam et Ève, 1981
- Les signes du Zodiac, 1982
- La licorne capturée, 1986
- Trois thèmes sur la danse, 1991

### Romans
- La Madone Rouge - Édition Erick Bonnier, mai 2015[8]
- L'Epine et le Sang -  Edition Erick Bonnier, janvier 2016

### Essais
- La soixantaine, chronique d'une vie meilleure, Édition Les presses du midi, février 2008 - Préface Maître Pierre Cornette-de-Saint-Cyr

### Livres de photographies
- Paris, une vision différente - Édition Les presses du midi, novembre 2008  (ISBN 978-2878679830)

## Contributions à vocation humanitaire
- 1989, création de l’œuvre Erevan. Les lithographies seront vendues au profit de l'association Aznavour pour l'Arménie
- 1992, don de lithographies sur le thème de la danse à l'association Cannes Solidarités et Partages
- 1992, vente de lithographies originales au profit de personnes atteintes de sclérose en plaques -  Association Françoise DHETY, Vence
- 1993, vente d'une trilogie lithographique au profit de l'Association Bosnie-Herzégovine Côte d'Azur pour les orphelins - Sophia-Antipolis
- 1995, vente de lithographies originales au profit de l'UNICEF en faveur des enfants du monde - Nice
- 2006, galeries du Théâtre Casino Barrière - exposition de groupe « Le swing dans tous ses états » et mise en vente de deux œuvres au profit de l’association UNISEP - Deauville
- 2008, 32 toiles proposées aux enchères au profit des Restos du cœur - Paris